# Suillia igori
Suillia igori är en tvåvingeart som beskrevs av Martinek 1985. Suillia igori ingår i släktet Suillia och familjen myllflugor.
Artens utbredningsområde är Rumänien. Inga underarter finns listade i Catalogue of Life.